# Daugbjerg Kalkgruber

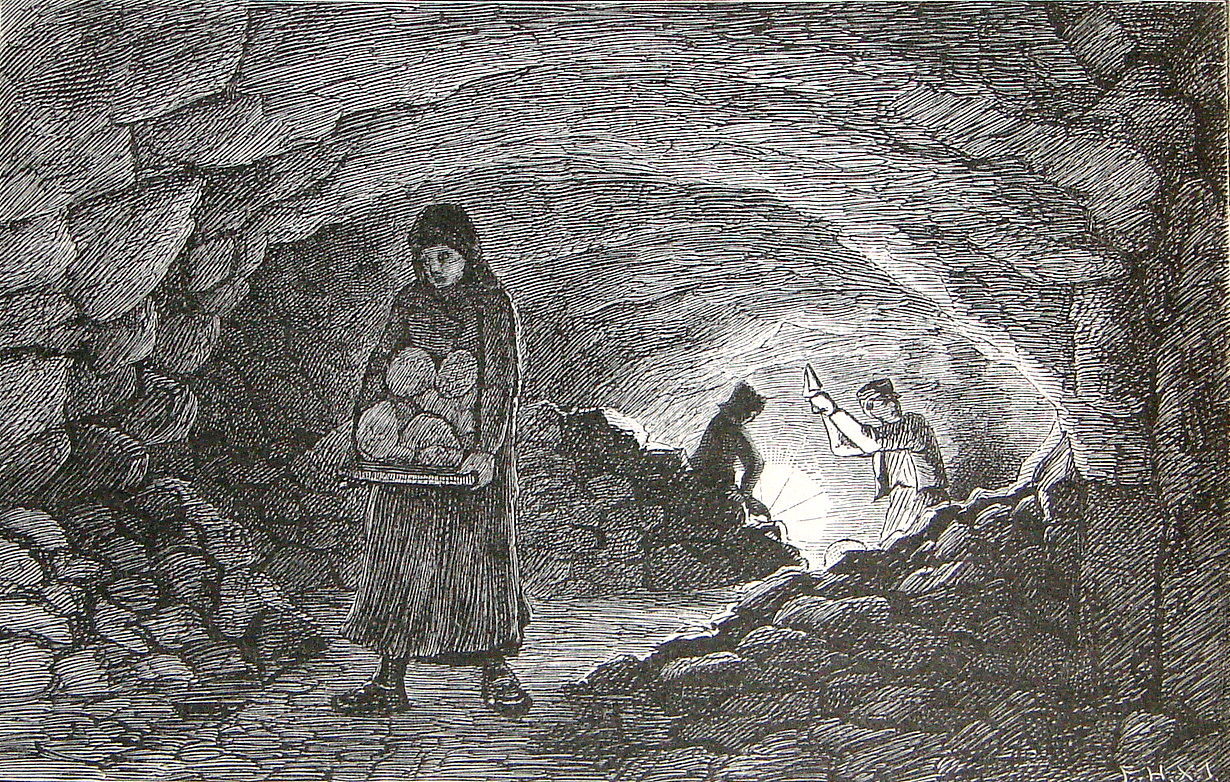

Daugbjerg Kalkgruber är Danmarks äldsta kalkgruva, belägen i Dybdal norr om Daugbjerg, cirka 16 kilometer väster om Viborg i Midtjylland. Gruvan består av ett vittförgrenat nät av kilometerlånga gruvgångar och gropar, varav de äldsta härrör från medeltiden. Någon kalkbrytning sker inte längre, men på grund av gruvgångarnas konstanta temperatur och luftfuktighet används de numera för lagring och mognad av livsmedel, främst ost, korv och vin. Stora delar av gruvan är dock upplåtna för besökande turister.

## Historia
Kalkbrytningen i Daugbjerg påbörjades redan på 1100-talet då man behövde kalk till murbruk för att uppföra stenkyrkor och kloster. Till en början skedde brytningen i dagbrott, men efterhand tvingades man gräva gångar under jord. Kalken höggs för hand och bars ut i korgar, varefter den brändes i små torveldade ugnar. På 1700-talet försåg kalkgruvan i Daugbjerg, jämte en närliggande gruva i Mønsted, hela Jylland med murbruk. Därefter avtog gruvans betydelse och brytningen lades ner. Gruvgångarna i Daugbjerg var helt bortglömda när deras ingång av en tillfällighet återfanns år 1922 av några gossar som lekte i skogen.

## Natur
Kalken i området bildades vid tertiärtidens början för cirka 65 miljoner år sedan. Kalklagret ligger ytligt eftersom det har pressats uppåt av en underliggande saltdiapir med ett djup av ungefär 300 meter. 
I gruvgångarna, som oberoende av årstid har samma klimat, övervintrar mellan 10 000 och 15 000 fladdermöss av olika arter. Den vanligaste är vattenfladdermus, men här finns också en population av den sällsynta dammfladdermusen, varför gruvan i Daugbjerg – liksom den närbelägna gruvan i Mønsted – räknas till norra Europas viktigaste övervintringslokaler för fladdermöss. Hela området, som består av kuperad skogsterräng, blev år 1951 skyddat och är i dag ett EU-habitatområde.

## Övrigt
Kalkgruvan i Daugbjerg är privatägd och har till stora delar inrättats som turistmål. Här finns också permanenta utställningar om gruvbrytningens historia, samt om den jylländske rövaren Jens Langkniv, som enligt sägnen ska ha använt gruvan som gömställe.